# Ивашко, Владимир Антонович
Влади́мир Анто́нович Ива́шко (укр. Володимир Антонович Івашко; 28 октября 1932, Полтава, Украинская ССР, СССР — 13 ноября 1994, Москва, Россия) — советский украинский партийный и государственный деятель. Первый и единственный заместитель Генерального секретаря ЦК КПСС (1990—1991), исполняющий обязанности Генерального секретаря ЦК КПСС после отставки Михаила Горбачёва и до запрета партии.

## Биография
Окончил Харьковский горный институт, кандидат экономических наук (1969, в Харьковском инженерно-экономическом институте), доцент; работал ассистентом кафедры ХГИ, в 1962—1973 — преподавал в вузах. Тема диссертации: «Исследование резервов повышения эффективности использования основных фондов и производственных мощностей угольных шахт».
Член КПСС с 1960 года вплоть до запрета партии в ноябре 1991 года.
С 1973 года — на партийной работе: заведующий отделом, секретарь Харьковского обкома Коммунистической партии Украинской ССР, секретарь ЦК КП УССР. В 1987 году стал первым секретарём Днепропетровского обкома КП УССР. В 1988 году вернулся в Киев, в ЦК КП УССР, был избран вторым секретарём ЦК КП УССР, в сентябре 1989 года — первым секретарём (вместо ушедшего в отставку В. В. Щербицкого).
Член ЦК КПСС в апреле 1989 — ноябре 1991 годов (кандидат с 1986). Член Политбюро ЦК КПСС (9 декабря 1989  — 6 ноября 1991 годов).
На парламентских выборах в марте 1990 года баллотировался на пост депутата Верховного Совета Украины от Дарницкого (№ 6) избирательного округа. Одержал победу в первом туре, не набрав, однако, более 50 % голосов. Был избран депутатом во втором туре (52,91 % голосов).
4 июня 1990 года стал председателем Верховного Совета УССР. Однако в июне 1990 года не был переизбран первым секретарём ЦК КПУ (его преемником стал С. И. Гуренко).
Избран председателем редакционной комиссии XXVIII съезда КПСС. Через две недели избран заместителем Генерального секретаря ЦК КПСС (эта должность была введена впервые), одновременно отказавшись от поста Председателя ВС УССР.

### Август 1991

#### 4 августа
4 августа 1991 года президент СССР и генеральный секретарь ЦК КПСС Михаил Горбачев отбыл на отдых в Форос (на правительственный объект «Заря»). По партийной линии вместо себя он оставил секретаря ЦК Олега Шенина, поскольку Ивашко был болен и готовился к операции.

#### 19 августа
Начало выступления ГКЧП застало Ивашко в подмосковном санатории в 30 км от Москвы, где он находился уже более двух недель после операции. Узнав, что в Секретариате ЦК КПСС идут разговоры о созыве пленума 20 августа, Ивашко понял, что сам факт созыва пленума без Генерального секретаря означал бы своего рода «переворот» в партии, и не допустил его созыва.
19 августа 1991 года заседание Секретариата (в неполном составе) провёл Шенин. Он же направил от имени Секретариата шифрограмму первым секретарям ЦК компартий союзных республик, рескомов, крайкомов и обкомов партии, в которой приказал им принять меры участия коммунистов в содействии ГКЧП. Подпись: «Секретариат ЦК КПСС». Текст шифрограммы на Секретариате не голосовался. Решение о её направлении фактически было принято одним Шениным. Позже Ивашко комментировал так: этот документ не должен был подписываться Секретариатом ЦК. По регламенту документы Секретариата ЦК имели право выходить в свет только после подписи одного из двух лиц: Горбачёва или Ивашко. Ни тот, ни другой его не подписывали. У Ивашко нет сомнений, что его намеренно держали в неведении.

#### 20 августа
Ни 19, ни 20 августа никто из членов ГКЧП Ивашко не звонил. Не звонил им и он.
20 августа поздно вечером к Ивашко в санаторий приехал секретарь ЦК Александр Дзасохов, и они вместе решили выпустить в эфир короткое сообщение Секретариата о том, что заместитель Генерального секретаря ЦК КПСС В. А. Ивашко поставил вопрос о встрече с Генеральным секретарём ЦК КПСС М. С. Горбачёвым.

#### 21 августа
Утром 21 августа, когда стало ясно, что ГКЧП потерпел крах (министр обороны СССР Язов принял решение о выводе войск из Москвы), в Москву приехал Ивашко. В здании ЦК он появился в 10 часов утра.
В присутствии секретарей ЦК Ивашко позвонил вице-президенту СССР Геннадию Янаеву. Это был их первый и единственный разговор. Ивашко объяснил Янаеву, что есть делегация в составе Е. С. Строева, А. С. Дзасохова и Ивашко, которой должна быть предоставлена возможность встречи с Горбачёвым и выделен самолёт для полёта в Крым. Янаев сказал, что ответить сразу не может, ему надо посоветоваться. Они сидели, ждали. Ни разрешения на полёт, ни самолёта им так и не дали, но часа через полтора-два позвонили и сказали: один человек может полететь, будет идти самолёт с представителями ГКЧП, этой возможностью можно воспользоваться.
Ивашко вылетел из Внуково на самолёте, где на борту были Язов, председатель Верховного Совета СССР Лукьянов и другие сторонники ГКЧП. Самолёт взлетел в 14:18 и приземлился в 16:08 в районе Фороса.
В 18:00 в Москве, в гостинице «Октябрьская», секретари ЦК провели пресс-конференцию по поводу заявления Секретариата ЦК КПСС в связи с действиями ГКЧП. В заявлении Секретариат выступил за срочное проведение Пленума с непременным участием Генерального секретаря, призвал проявлять выдержку и спокойствие, не допускать сбоев в трудовом ритме и особое внимание уделять завершению уборки урожая, подготовке к зиме. Текст заявления был ранее обсуждён всеми секретарями ЦК в кабинете Ивашко.

#### 22 августа
В 02:00 22 августа Горбачёв на самолёте российской делегации возвратился в Москву. Вместе с ним на этом самолёте прилетел Ивашко.
В середине дня 22 августа В. А. Ивашко подписал заявление Секретариата ЦК КПСС, в котором вся ответственность за произошедшее возложена на отдельных членов ЦК КПСС, которые действовали «втайне от руководства партии». Говорится об участии ряда членов ЦК в действиях, связанных с попыткой государственного переворота. В заявлении также содержалось обращение в ЦКК КПСС с предложением рассмотреть вопрос об их ответственности.
Постановлением Секретариата ЦК КПСС от 22 августа 1991 рекомендации шифрограммы от 19 августа 1991 признаны недействительными. В тот же день был арестован секретарь ЦК Олег Шенин.
После обеда в ЦК на Старой площади состоялись отдельческие партсобрания. Звучали требования отставки Секретариата в полном составе.

#### 29 августа
Верховный Совет СССР своим постановлением приостановил деятельность КПСС на всей территории СССР.

### После августа 1991 года
Осенью 1991 года вслед за Горбачёвым Ивашко воспрепятствовал проведению Пленума ЦК КПСС, на чём настаивала большая группа членов ЦК.
17 октября в «Независимой газете» опубликовали интервью с В. А. Ивашко, где он комментировал события 19—21 августа.
6 ноября 1991 года Президент РСФСР Борис Ельцин своим указом запретил деятельность КПСС и её российской республиканской организации — КП РСФСР на территории республики.
В Конституционном суде с мая по ноябрь 1992 года рассматривалось «Дело КПСС», где одним из представителей стороны, отстаивающей интересы КПСС, был бывший заместитель Генерального секретаря ЦК КПСС В. А. Ивашко.
С 1992 года на пенсии.
Умер 13 ноября 1994 года в Москве. Похоронен в Харькове на Втором городском кладбище.